# Ian Kaledine
Ian Kaledine is een stripreeks die begonnen is in 1983. Alle albums zijn geschreven door Jean-Luc Vernal en getekend door Ferry Van Vosselen.
Synopsis: De Russische prins Ian Kaledine bevindt zich anno 1910 in Parijs, wanneer er zich een "witte nacht" voordoet. geïntrigeerd door dit verschijnsel besluit hij op onderzoek te gaan, hierbij vergezeld van de Engelse journaliste Jane Headlong en de Ierse ex-bokser Feragus Killdare. Hun toch leidt hen tot in het midden van de Russische taiga, waar ze de ruïnes van een verloren beschaving ontdekken...een beschaving die gebaseerd lijkt op de goden uit het oude Egypte.
noot: de reeks werd na tien albums stopgezet zonder dat het verhaal afgerond was.

## Albums
| Nummer | Titel                                  | Uitgever(s)          | Verschenen |
| ------ | -------------------------------------- | -------------------- | ---------- |
| 1      | De witte nacht                         | Le Lombard           | 1983       |
| 2      | Het geheim van de Taiga                | Le Lombard           | 1983       |
| 3      | Het geheugen uit de diepte van het oog | Le Lombard           | 1984       |
| 4      | Shan Pacha                             | Le Lombard           | 1985       |
| 5      | Peri, de fee                           | Le Lombard           | 1986       |
| 6      | Het gloeiende mes                      | Le Lombard           | 1986       |
| 7      | Het grote komplot                      | Le Lombard           | 1988       |
| 8      | De zwarte Samoerai                     | Le Lombard           | 1989       |
| 9      | Het geheim van Kasteel Flambard        | Le Lombard           | 1990       |
| 10     | Dottore Serpenti                       | Albatros, Le Lombard | 1992       |